# 国立産業技術史博物館
国立産業技術史博物館（こくりつれきしさんぎょうぎじゅつしはくぶつかん）は、万博記念公園に建設予定であった博物館。略称さんはく。

## 概要
国立産業技術史博物館は、日本の産業技術の歴史に関する資料を展示、保存することを目的に、1970年代から計画された。建設予定地は万博記念公園で、国立産業技術史博物館に収蔵予定であった資料は、日本万国博覧会（大阪万博）開催当時パビリオンとして使われていた鉄鋼館に保管されていた。しかし、財政難などの理由により計画は頓挫し、2009年（平成21年）3月23日には、鉄鋼館に保存されていた産業機械2万3000点の資料は一部を除き、全て廃棄された。技術大国日本の貴重な歴史資料の大量破棄は、世間の注目を集めることはなかった。

## 構想
構想が持ち上がった背景には、1970年（昭和45年）頃から日本製品が輸出されるようになり、日本の工業化について世界的に関心が高まったことがある。1972年（昭和47年）に、大阪府文化振興研究会が「産業博物館」の設置を提唱。1978年（昭和53年）には、京都大学教授の吉田光邦らが中心となり「産業史博物館を考える会」が設置され、大阪商工会議所と博物館構想についての議論を開始する。翌1979年（昭和54年）、大阪府は文部省に対して、「国立産業技術史博物館」設置を要請し、1982年（昭和57年）には、資料を収蔵する場所を万博記念公園内に用意した。同年大阪商工会議所によって『大阪の産業記念物に関する調査研究および博物館構想』という報告書が発刊された。1984年（昭和59年）4月、大阪工業会は創立70年を記念して、博物館の開設のために「産業技術史博物館推進専門委員会」を設置し、また同年7月には吉田光邦を会長とする「日本産業技術史学会」を設立し、大阪の産業界、学会を中心に「産業技術史博物館」構想に関する関心が高まった。一方、大阪工業会は全国の産業技術記念物の調査を進め、1985年（昭和60年）の中間報告によれば、日本初といわれる輸入機械148件国産機械116件、また江戸時代から明治時代にかけての貴重な遺産が国内に数多く残されていることが判明、また大阪工業会は、イギリス、ドイツ、オランダなどの技術史博物館の視察も行ない、"先進国で技術史博物館がないのは日本だけ"との見解を明らかにした。1986年（昭和61年）4月には、大阪工業会、日本産業技術史学会、大阪府などを中心に、産学官16名からなる「国立産業技術史博物館誘致促進協議会」が発足し、博物館の誘致活動の中心となる。1988年（昭和63年）11月には、「国立産業技術史博物館（仮称）構想」が発表された。この構想では、「研究所と博物館の両機能を有機的に結合」させ、国立民族学博物館と同様に国立大学共同利用機関として設立されることが提案されている。

## 中止
1990年代に入りバブル崩壊による財政難などの理由により博物館の計画は行き詰る。さらに1991年（平成3年）には、博物館計画の中心人物であった吉田光邦が死去。財政難のため、やがて大阪府内部からも博物館計画に対し批判の声がでるようになり、1997年（平成9年）には誘致促進協議会は事実上活動停止し博物館の誘致活動自体も停止。資料は、万博記念公園内の国立国際美術館の建物に併設されていた旧三越食堂に保存されていたが、老朽化のため2004年（平成16年）に解体された。そのため資料は公園内にある鉄鋼館に移された。ところが、鉄鋼館は大阪万博の資料館「EXPO'70パビリオン」として改修されることが決定され、そのため保管されている資料は他の場所へ移転する必要があった。しかし、移転するには1000万円の費用が必要になり、大阪府は財政難のため保管費用を賄えず、誘致促進協議会は2009年（平成21年）3月6日に集められていた2万数千点あまりの資料の廃棄処分を決定し、3月末に協議会は解散した。

## 個人サイト「幻の国立産業技術史博物館」
廃棄された資料の一部は、江戸～明治の産業機械情報をまとめた個人サイト「幻の国立産業技術史博物館」で見ることができる。このサイトを主催する雑誌編集者の探検コムは、ネットで大阪のローカルな記事を見つけて興味を持ち、仕事で取材。資料の廃棄現場に立ち会って写真を撮影した。撮影した写真は本業の記事であまり使うことができず、もったいないと思いデジタル記録として自分のサイトに掲載したという。探検コムは「2009年3月、予算難のために2万3000点以上の資料すべて廃棄処分になってしまいました。いくらなんでもひどすぎる……そう思い、なんとか記録を残そうと思いたったのです」「これまで僕が書いてきた産業遺産に関する原稿を転載していき、最終的には日本最大の産業技術史博物館を目指すことにします」と述べている。